# سقوط بغداد (۱۶۳۸)
در سال ۱۰۴۷ ه.ق. / دسامبر ۱۶۳۸ میلادی بار دیگر سلطان مراد به ایران لشکر کشید.
فاصله پرواز پرنده‌ها بین استانبول و بغداد حدود ۱۶۰۰ کیلومتر (۹۹۰ مایل) است. براساس نظر جوزف فون هامر تاریخ‌دان اتریشی، ارتش عثمانی این مسیر را ۱۹۷ روزه و با احتساب ۱۱۰ ایستگاه اتراق در راه، طی کرد.
سلطان مراد این بار به یاری؛ طیار محمد (محمت) پاشا، صدراعظم خود بغداد را محاصره گرفت.
محاصره ۱۵ نوامبر ۱۶۳۸ آغاز شد. صفویان اندازه اردوگاه نظامی را حدود ۴ تا ۵ برابر افزایش دادند. از طریق چهار دروازه اصلی می‌شد به شهر رسید؛ دروازه شمالی به نام اعظمیه یا امام اعظم (ابوحنفیه)، دروازه جنوبی با نام کارنالیک، آک و دروازه کوپرو.
ناظر عثمانی ضیاءالدین ابراهیم نوری استحکامات شهر را به این صورت توصیف کرده‌است:
| « | بلندای دیوارهای شهر ۲۵ متر است و ۷ تا ۱۰ متر ضخامت دارد. این دیوارها با باروهای خاکی، تقویت شده‌اند تا در برابر بمباران توپخانه مقاومت کنند و خندقی گسترده و عمیق اطراف دیوارها وجود دارد. از شمال تا جنوب دیوارها، ۱۱۴ برج نگهبانی وجود دارد و ۹۴ برج دیگر هم به موازات دجله ساخته شده‌است. | » |

فرمانده صفوی، بکتاش‌خان، استحکامات را به‌صورت گسترده (یا اساسی) تعمیر کرده بود. دو پاشا مقابل دو دروازه اول قرار گرفتند اما وزیر اعظم، طیار محمد پاشا دریافت که این دو دروازه، به‌خوبی مستحکم شده‌اند؛ بنابراین تصمیم گرفت به دروازه سوم (آک) که استحکاماتش ضعیف‌تر به‌نظر می‌رسید، حمله کند. در طول محاصره، صفویان دست به انجام حمله‌هایی زدند که ۶۰۰۰ تن در آن شرکت داشتند. این حمله‌ها، با عقب‌نشینی توأم می‌شدند و آن‌ها پس از استراحت، دوباره با ۶۰۰۰ سرباز تازه‌نفس، حمله می‌کردند. این شکل از حمله و عقب‌نشینی تلفات عثمانی‌ها را بسیار بالا برد. محاصره (۴۰ روز یا ۵۰ روز) طول کشید تا اینکه مراد بی‌تاب، وزیر اعظم را برانگیخت تا حمله‌ای همه‌جانبه ترتیب دهد. حمله با موفقیت همراه بود و شهر، در ۲۵ دسامبر ۱۶۳۸ (در صدوشانزدهمین سالگرد فتح رودس به دست سلیمان یکم) فتح شد. با این‌همه، وزیر اعظم طیار محمد پاشا؛ طی درگیری نهایی به ضرب گلوله کشته شد.

## عواقب
با اینکه فرصتی به مدافعان داده شد تا به‌سلامت به ایران بازگردند اما برخی پس از تسخیر شهر و در نزدیکی دروازه کارانلیک دوباره به نبرد پرداختند و تلفات این درگیری‌ها شدید بود.
شاه صفی که تازه از اصفهان راه افتاده بود که به کمک بغداد برود، در همدان از تسلیم شدن آن خبردار شد. او در رأس یک سپاه دوازده هزار نفری در قصر شیرین ظاهر شد و چون امکان مقابله نداشت و از بیم اینکه جنگ به داخل ایران نیز کشیده شود، به ناچار تقاضای صلح نمود.
با این‌همه، مدتی پس از اشغال شهر، وزیر اعظم جدید عثمانی، مصطفی پاشا کمانکش و نماینده ایران، ساروخان، مذاکرات صلح را آغاز کردند و در ۱۷ مه ۱۶۳۹ عهدنامه زهاب امضاء شد که تبدیل به معاهده‌ای با اهمیت تاریخی شده‌است. براساس این معاهده، خطوط مرزی مدرن ایران-ترکیه و ایران-عراق ترسیم شده‌اند. با اینکه پس از امضای این معاهده، جنگ‌های دیگری نیز درگرفته اما نتیجه تمام آنها، بازگشت و تصدیق معاهده زهاب بوده‌است.

## عهدنامه زهاب یا قصر شیرین
معاهدهٔ صلح زهاب (قصر شیرین) در ۱۰۴۹ ه.ق. / ۱۶۳۹ میلادی بین وزیراعظم صفویان، سارو تقی اعتمادالدوله و کمانکش (کماندار) مصطفی پاشا، صدراعظم عثمانی به امضا رسید.
با انعقاد معاهدهٔ «قصرشیرین» یا «ذهاب»، جنگهای طولانی میان ایران و عثمانی خاتمه یافت و دوران صلح تا برافتادن صفویان ادامه یافت. بنابر مفاد این عهدنامه، مرز میان دو دولت تعیین شد که امروزه نیز با اندک تغییری برقرار است. برطبق مفاد این قرارداد، آذربایجان و ارمنستان به ایران واگذار شد و بغداد نیز به عثمانی تعلق گرفت و به‌این ترتیب، شهر تبریز به‌مدت نزدیک به ۹۰ سال از تعرض عثمانیان مصون ماند.
شرایط دیگر قرارداد این بود که دولت و ملت ایران از سب و لعن خلفای سه‌گانه و سب طعنهٔ عایشه خودداری کنند.
این صلح که قرار آن در ذهاب گذاشته شد، چون بیشتر به نفع عثمانی بود، سال‌ها دوام پیدا کرد.
فتح بغداد و پیوستن آن به امپراطوری عثمانی، به اندازه‌ای برای عثمانیان مهم بود که یه دستور سلطان مراد خان؛ در کاخ توپ‌قاپی بنای یادبودی به نام کوشک بغداد، به یاد پیروزی سال ۱۶۳۸ میلادی بر ایرانیان بر پا نمودند.
معاهده زهاب از زمان بسته شدن تا حدود هشتاد سال، (تا زمان نادر شاه و کریم خان زند)، مورد استناد و پذیرش ایران و عثمانی بوده‌است. معاهده زهاب نه در آرشیوهای ایران موجود است و نه در عثمانی. هر کدام از منابع نیز به‌طور جداگانه و با تفاوت‌های بسیار آن را نقل کرده‌اند.

## اتفاقات دیگر
در طول محاصره بغداد، مراد دو وزیر اعظمش را از دست داد. اولی بایرام پاشا که در ۱۷ اوت ۱۶۳۸ در راه رسیدن به بغداد درگذشت و دومی، طیار محمد پاشا که در ۲۴ دسامبر ۱۶۳۸ و در حین نبرد کشته شد. طیار محمد پاشا، سومین وزیر اعظم عثمانی است که در میدان نبرد کشته شده‌است (اولی، هادیم علی پاشا در ۱۵۱۱ و دومی، هادیم سینان پاشا در ۱۵۱۷).
مراد پس از پیروزی و فتح بغداد، کوشک مجللی در کاخ توپ‌قاپی به نام «کوشک بغداد» بنا کرد.
- پرتره‌ای از سلطان مراد چهارم
- بیرون کوشک بغداد